# David Dias
Pour les articles homonymes, voir Dias.
David Dias, né le 21 avril 1969 à Luanda, en Angola, est un ancien joueur angolais de basket-ball, évoluant au poste d'ailier.